# Ismail II
Ismail II là vua của triều đại Safavid nước Ba Tư, cầm quyền từ năm 1576 đến 1578.
Mặc dù thường được lịch sử ghi nhận là người kế vị của phụ vương Tahmasp I, Ismail không được kế vị trực tiếp sau khi Tahmasp I băng hà. Người em của Ismail, Heydar Mirza được tôn xưng làm quốc vương. Nhưng ít lâu sau, Heydar bị ám sát và sau sự kiện này, thủ lĩnh của bộ lạc Afshar đã đưa Ismail lên ngôi quốc vương và cai trị trong một thời gian ngắn. Người ta cho rằng Ismail II đã tuyên bố là sẽ giết chết tất cả các hoàng tử nhà Safavid trong số đó có cả hoàng đệ Mohammed Khodabanda, người đang sống ở Shiraz khi đó. Nhưng trước khi thi hành giết các hoàng đệ, Ismail II qua đời và Mohammed Khodabanda lên ngôi.